# سنگ‌چشم خاکستری چینی
سنگ‌چشم خاکستری چینی با نام علمی Lanius sphenocercus، گنجشک‌سانی از تیرهٔ شنگ‌چشمیان است که در جنگل‌های معتدل چین، ژاپن، کره شمالی، کره جنوبی، مغولستان و روسیه یافت می‌شود.